# Scotopteryx unipuncta
Scotopteryx unipuncta là một loài bướm đêm trong họ Geometridae.